# Monochamus variegatus
Monochamus variegatus är en skalbaggsart som först beskrevs av Aurivillius 1925.  Monochamus variegatus ingår i släktet Monochamus och familjen långhorningar.
Artens utbredningsområde är Kenya. Inga underarter finns listade i Catalogue of Life.